# Marcilloles
Marcilloles ist eine französische Gemeinde mit 1.186 Einwohnern (Stand: 1. Januar 2022) im Département Isère in der Region Auvergne-Rhône-Alpes; sie gehört zum Arrondissement Vienne und zum Kanton Bièvre.

## Geographie
Marcilloles liegt etwa 40 Kilometer nordwestlich von Grenoble. Umgeben wird Marcilloles von den Nachbargemeinden Penol im Norden, Sardieu im Osten und Nordosten, Viriville im Süden, Thodure im Süden und Südwesten sowie Pajay im Westen.

## Bevölkerungsentwicklung
| Jahr                       | 1962 | 1968 | 1975 | 1982 | 1990 | 1999 | 2006 | 2017 |
| Einwohner                  | 624  | 644  | 629  | 647  | 719  | 758  | 861  | 1104 |
| Quellen: Cassini und INSEE |      |      |      |      |      |      |      |      |

## Sehenswürdigkeiten
- Kirche Saint-Nicolas aus dem 19. Jahrhundert